# Eyvind Earle
Eyvind Earle (26 de abril de 1916 - 20 de julio de 2000) fue un artista, autor e ilustrador estadounidense, conocido por su contribución a la ilustración de fondo y el estilo de las películas animadas de Disney en la década de 1950. El Museo Metropolitano de Arte de Nueva York, el Museo de Arte Rahr West, el Museo de Arte de Phoenix y el Museo de Arte de la Universidad Estatal de Arizona adquirieron sus obras para sus colecciones permanentes, que también se han mostrado en muchas exposiciones individuales en todo el mundo.

## Primeros años de vida
Nació en Nueva York, pero su familia se mudó a Hollywood en 1918.  Su madre, Charlotte, era profesora de piano. Un ataque de polio en la infancia afectó los músculos del lado izquierdo de su cara. Comenzó a pintar cuando tenía 10 años y tuvo su primera exposición individual en Francia cuando tenía 14.

## Carrera profesional
La primera exposición en Nueva York fue en Charles Morgan Galleries en 1937. En una exposición de 1939, el Museo Metropolitano de Arte compró una de sus obras para su colección permanente. Su trabajo en este momento fue la pintura realista.
A partir de 1939, comenzó su larga y exitosa carrera vendiendo tarjetas navideñas, que él mismo diseñó e imprimió para el American Artist Group. Comenzando simplemente como un medio de supervivencia, formó una compañía de tarjetas de Navidad llamada "Monroe and Earle" con un viejo amigo de la familia. Imprimió estas tarjetas con la ayuda de Everett Ball, con quien luego formó una compañía separada con el nombre de "Earle and Ball". Creó más de 800 diseños entre 1938 y 1995 y vendió más de 300 millones de copias.
En 1951 se unió a Walt Disney Productions como asistente de pintor de fondo y recibió crédito por la pintura de fondo experimental en el corto de Goofy, For Whom the Bulls Toil. En 1953 creó el aspecto de Toot, Whistle, Plunk and Boom, un cortometraje animado que ganó un Premio de la Academia y un Premio del Festival de Cine de Cannes. También trabajó en Peter Pan, Working for Peanuts, Pigs is Pigs, Paul Bunyan y Lady and the Tramp. Fue responsable del estilo, el fondo y los colores de la aclamada Bella Durmiente.
En 1961, completó un segmento animado de 18 minutos de la historia de la Natividad para el especial de televisión presentado por Tennessee Ernie Ford The Story Of Christmas en NBC.
En 1963, creó los cinturones y el globo para el logotipo de globo giratorio de Universal Pictures de 1963-1990 con una bola de arcilla.[cita requerida]
Volvió a la pintura a tiempo completo en 1966, produciendo acuarelas, óleos, esculturas, dibujos, scratchboards y serigrafías de edición limitada.  Gran parte de este trabajo no se exhibió durante su vida.
Murió de cáncer de esófago en 2000.

## Legado
Fue aclamado por la crítica en publicaciones como Time, Los Angeles Times, The New York Times, The New York World-Telegram, The Art News y The New York Sun.
Su trabajo y su estilo gráfico distintivo siguieron inspirando a nuevas generaciones de artistas y animadores, lo que ha servido para influir en el aspecto de otras películas animadas. Estas han incluido las películas de Disney Pocahontas y Frozen, así como el estilo gráfico de la película debut de Sony Pictures Animation, Open Season.
The Banner Saga, un videojuego de los desarrolladores Stoic, se basa en gran medida en el estilo de Earle y contiene un personaje que lleva su nombre. Se le atribuye la 'inspiración artística'.
En mayo de 2017 , el Museo de la Familia Walt Disney organizó una exhibición retrospectiva original de 8 meses: Awaking Beauty: The Art of Eyvind Earle. Se publicó un catálogo de exposición de tapa dura adjunto con el mismo nombre.ISBN 978-1681882710.

## Premios
En 1998, fue honrado en la 26ª edición de los premios Annie con el premio Winsor McCay por su trayectoria en el arte de la animación.
En 2015, en una presentación en la D23 Expo en Anaheim, California, fue incluida como Leyenda de Disney. Su hija, Kristin Thompson, aceptó en nombre de su padre.